# Lioness (serie televisiva)
Lioness è una serie televisiva statunitense creata da Taylor Sheridan, in onda su Paramount+ dal 23 luglio 2023.

## Trama
Il thriller di spionaggio di Taylor Sheridan segue Joe che conduce operazioni sotto copertura nella guerra al terrore arruolando agenti speciali noti come Lionesses. Lioness è ispirata ad un vero programma militare statunitense, che utilizza le donne e non gli uomini, come di solito accade, per infiltrarsi nella vita dei potenziali terroristi del Medio Oriente attraverso le loro mogli e fidanzate.

## Episodi
| Stagione         | Episodi | Pubblicazione USA | Pubblicazione Italia |
| ---------------- | ------- | ----------------- | -------------------- |
| Prima stagione   | 8       | 2023              | 2023                 |
| Seconda stagione | 8       | 2024              | 2024                 |

## Personaggi e interpreti

### Personaggi principali
- Joe (stagioni 1-2), interpretata da Zoe Saldana, doppiata in italiano da Letizia Scifoni.
È un'agente segreta della CIA responsabile sul campo del programma Lioness.
- Neal, interpretato da Dave Annable, doppiato in italiano da Stefano Crescentini.
È il marito di Joe e chirurgo oncologico pediatrico.
- Bobby, interpretata da Jill Wagner, doppiata in italiano da Ilaria Latini.
È la caposquadra del QRF del programma Lioness.
- Tucker, interpretato da LaMonica Garrett, doppiato in italiano da Stefano Alessandroni.
È un membro del QRF.
- Two Cups, interpretato da James Jordan, doppiato in italiano da Riccardo Scarafoni.
È un membro del QRF.
- Randy, interpretato da Austin Hébert, doppiato in italiano da Edoardo Stoppacciaro.
È un membro del QRF.
- Tex, interpretato da Jonah Wharton, doppiato in italiano da Simone D'Andrea.
È un membro del QRF.
- Kyle (stagioni 1-2), intrpretato da Thad Luckinbill, doppiato in italiano da Marco Vivio.[4]
È un ufficiale della CIA e collega di Joe.
- Aaliyah Amrohi (Stagione 1), interpretata da Stephanie Nur, doppiata in italiano da Eva Padoan.
È la figlia di un presunto terrorista.
- Kate, interpreatata da Hannah Love Lanier, doppiata in italiano da Chiara Fabiano.
È la figlia adolescente di Joe e Neal.
- Byron Wesfield (stagioni 1-2), interpretato da Michael Kelly, doppiato in italiano da Franco Mannella.
È il vicedirettore della CIA e supervisore di Kaitlyn.
- Katlyn Meade, interpretata da Nicole Kidman, doppiata in italiano da Chiara Colizzi.
È una funzionaria di alto rango della CIA nel programma Lioness e capo di Joe.
- Cruz Manuelos (stagioni 1-2), interpretata da Laysla De Oliveira, doppiata in italiano da Valentina Favazza.
È una sergente dei marine della Force Recon e agente nel programma Lioness.
- Edwin Mullins (stagioni 1-2), interpretato da Morgan Freeman, doppiato in italiano da Michele Gammino.
È il Segretario di Stato statunitense.

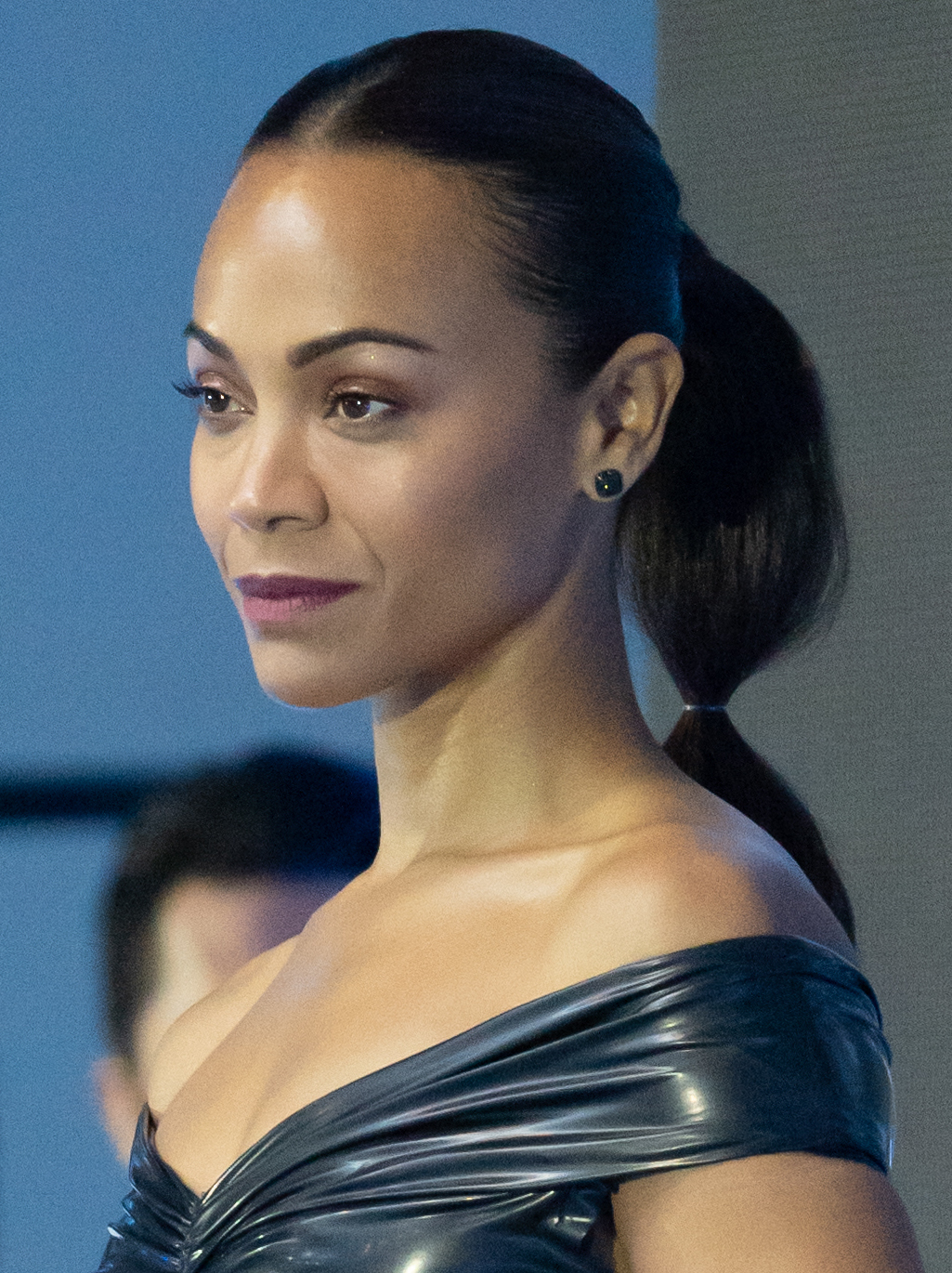
Zoe Saldana, interprete di Joe
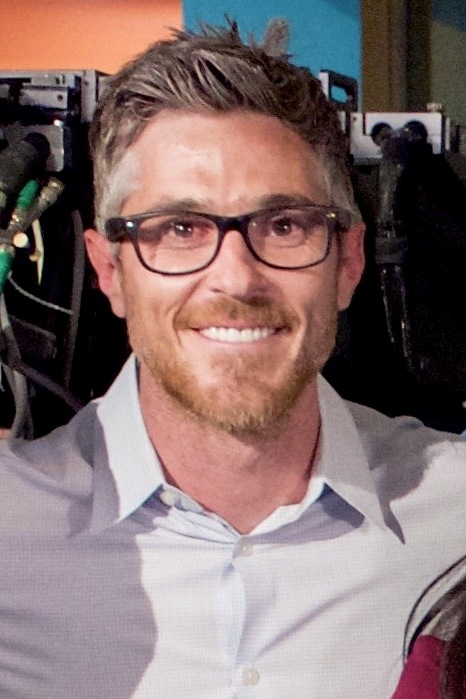
Dave Annable, interprete di Neal
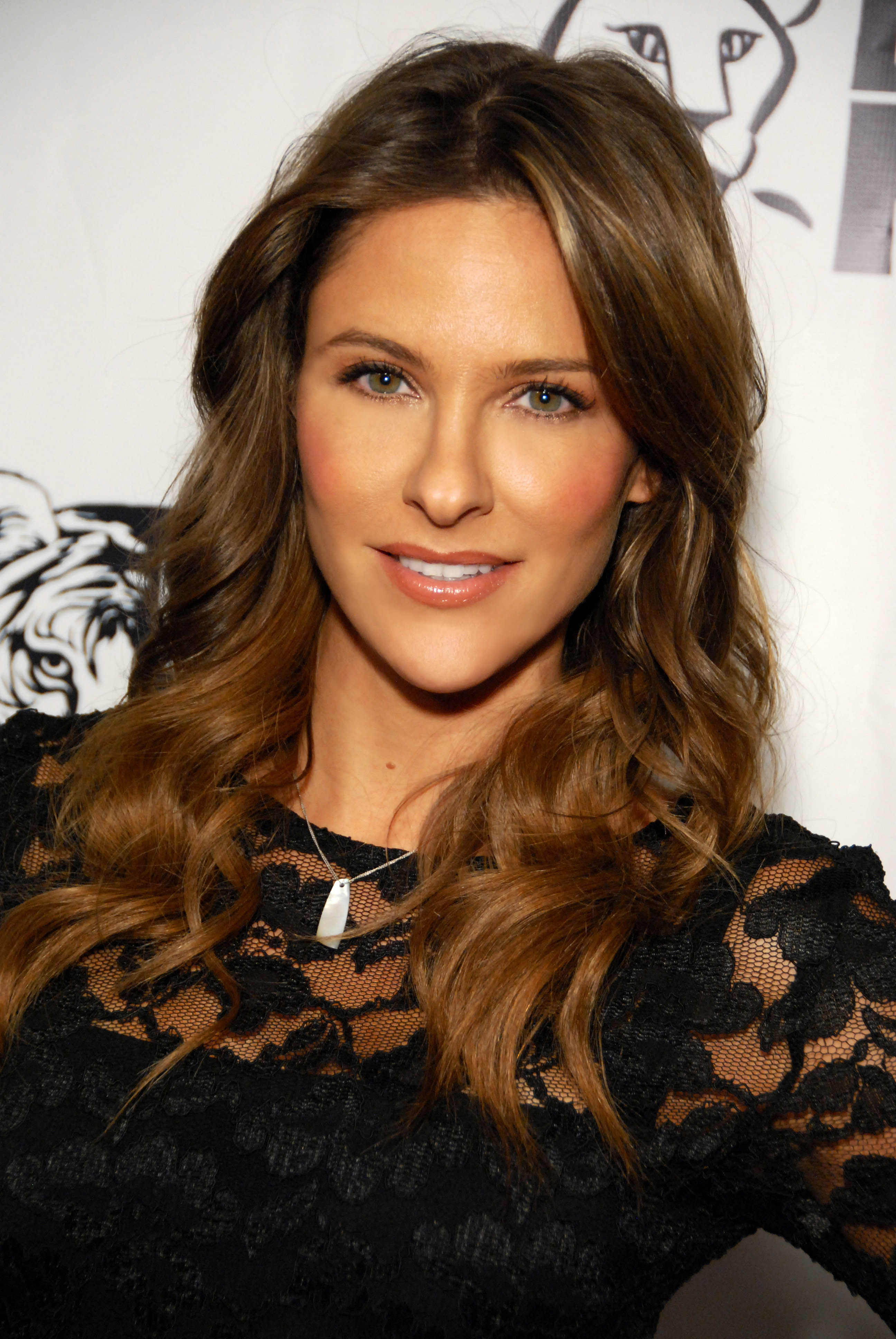
Jill Wagner, interprete di Bobby
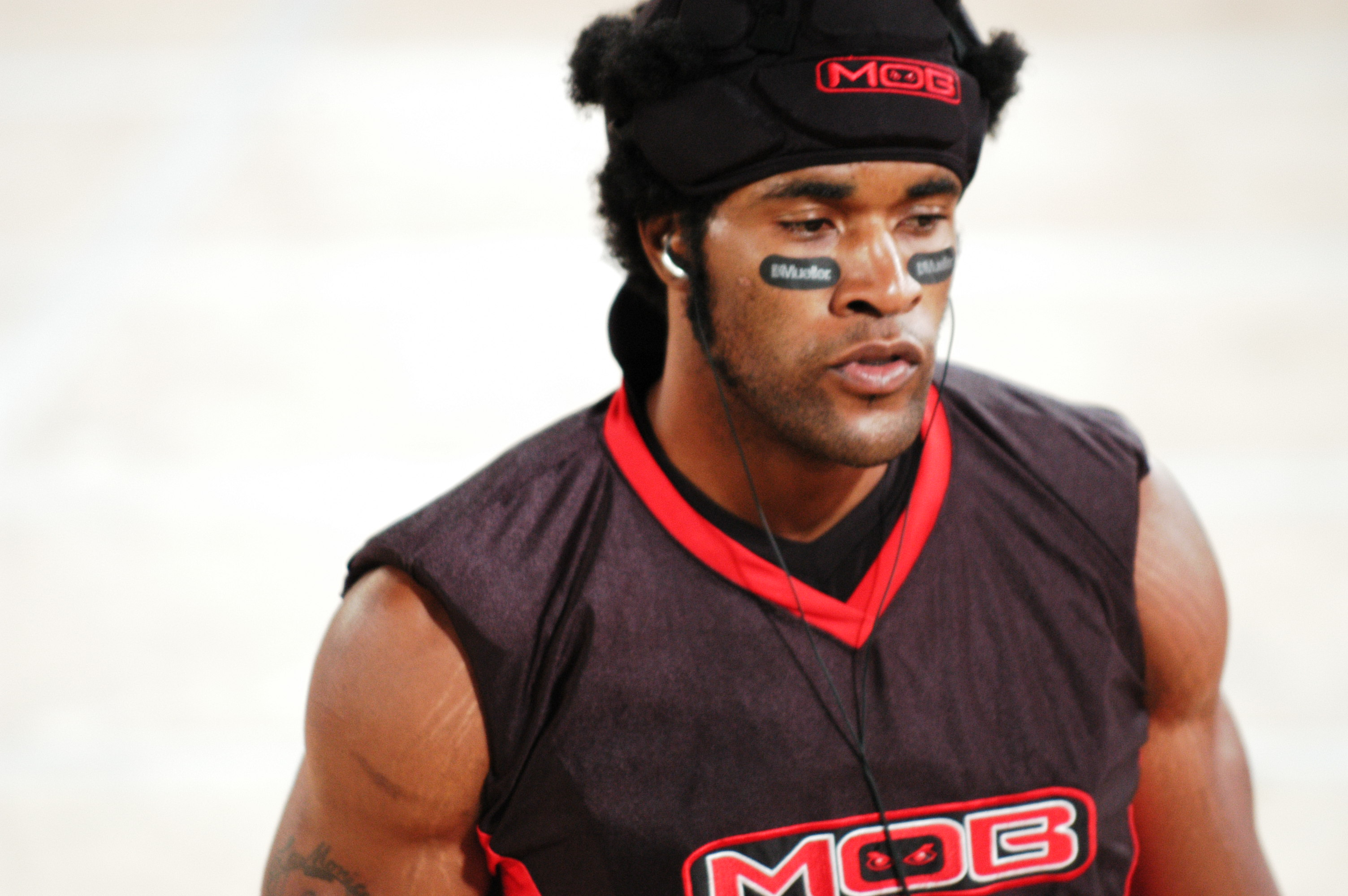
LaMonica Garrett, interprete di Tucker
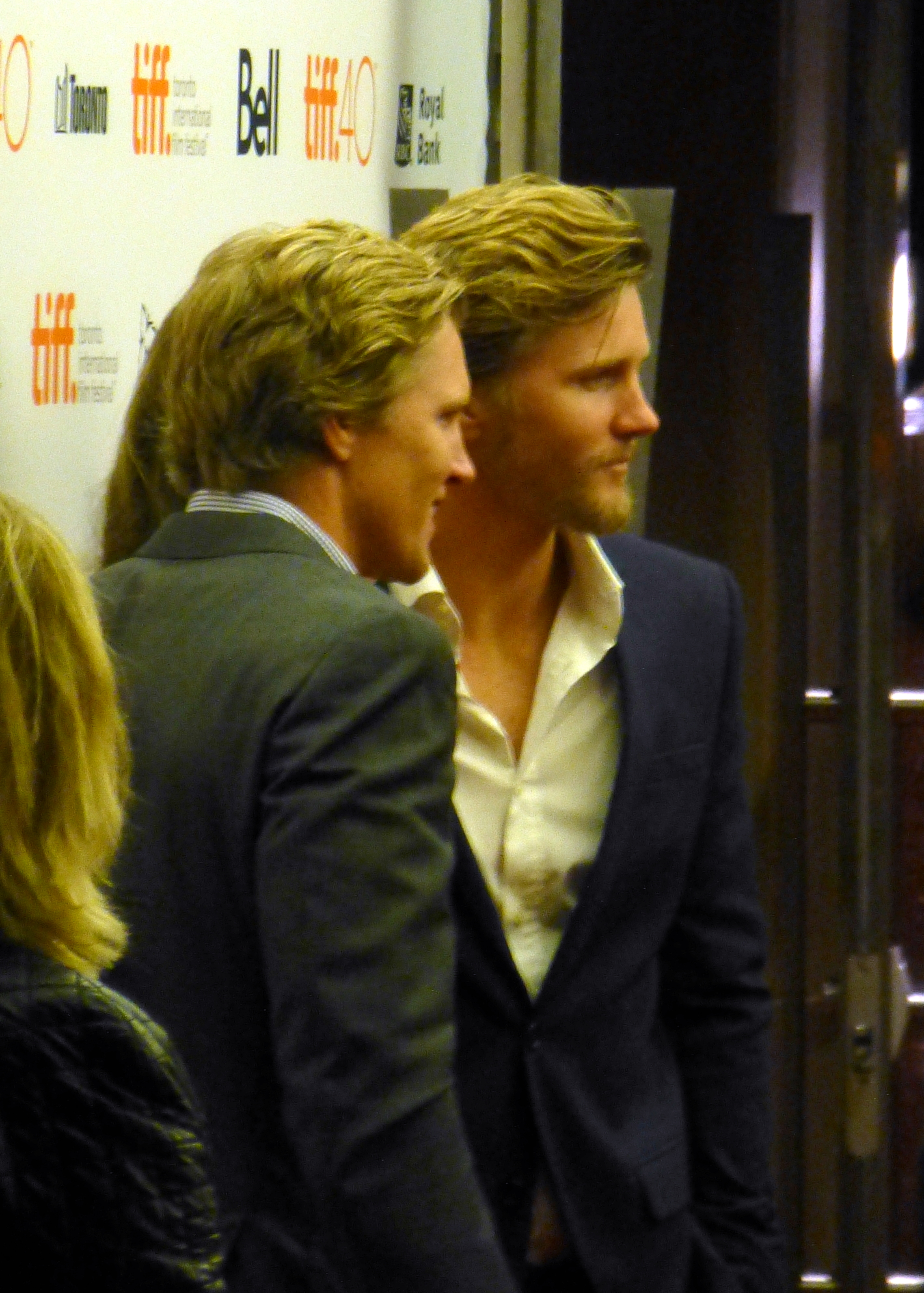
Thad Luckinbill, interprete di Kyle
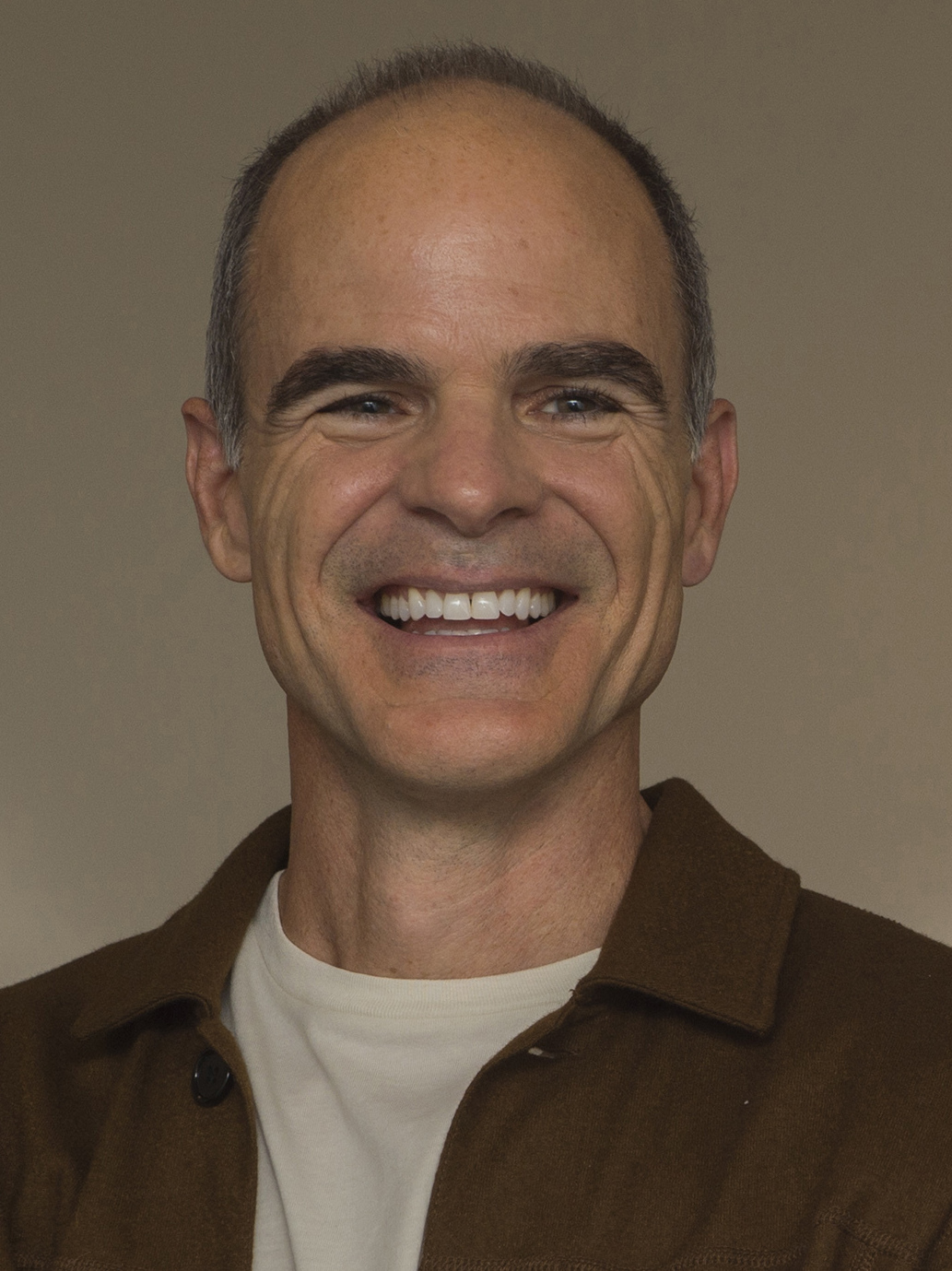
Michael Kelly, interprete di Byron Westfield
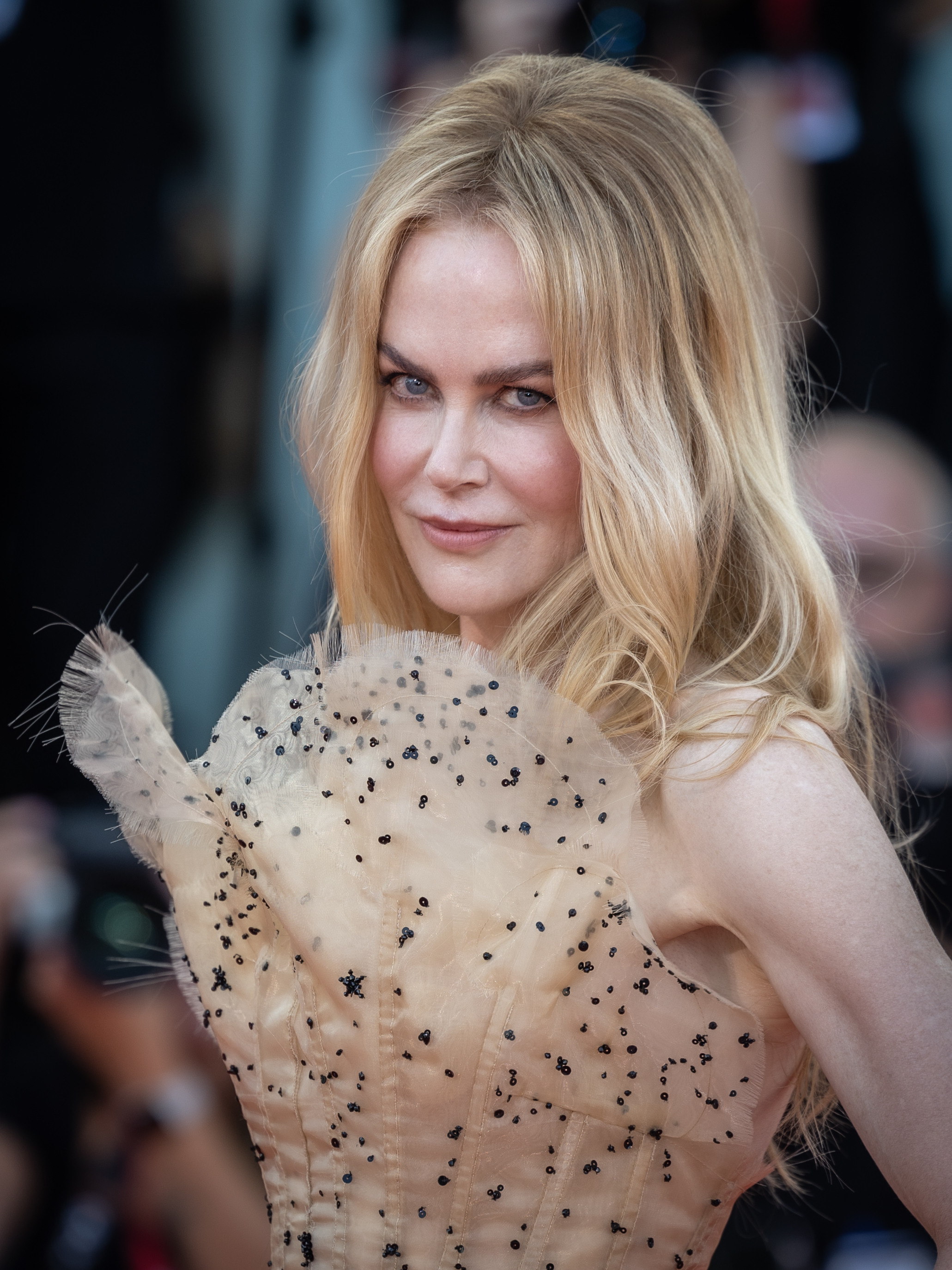
Nicole Kidman, interprete di Katlyn Meade
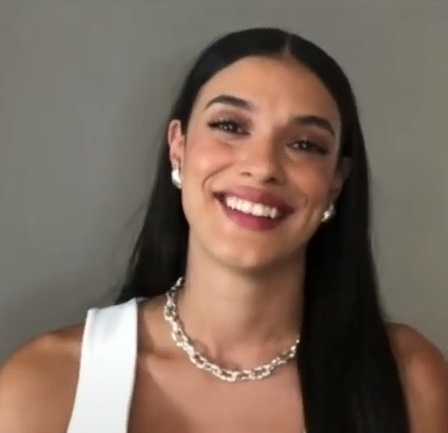
Laysla De Oliveira, interprete di Cruz Manuelos
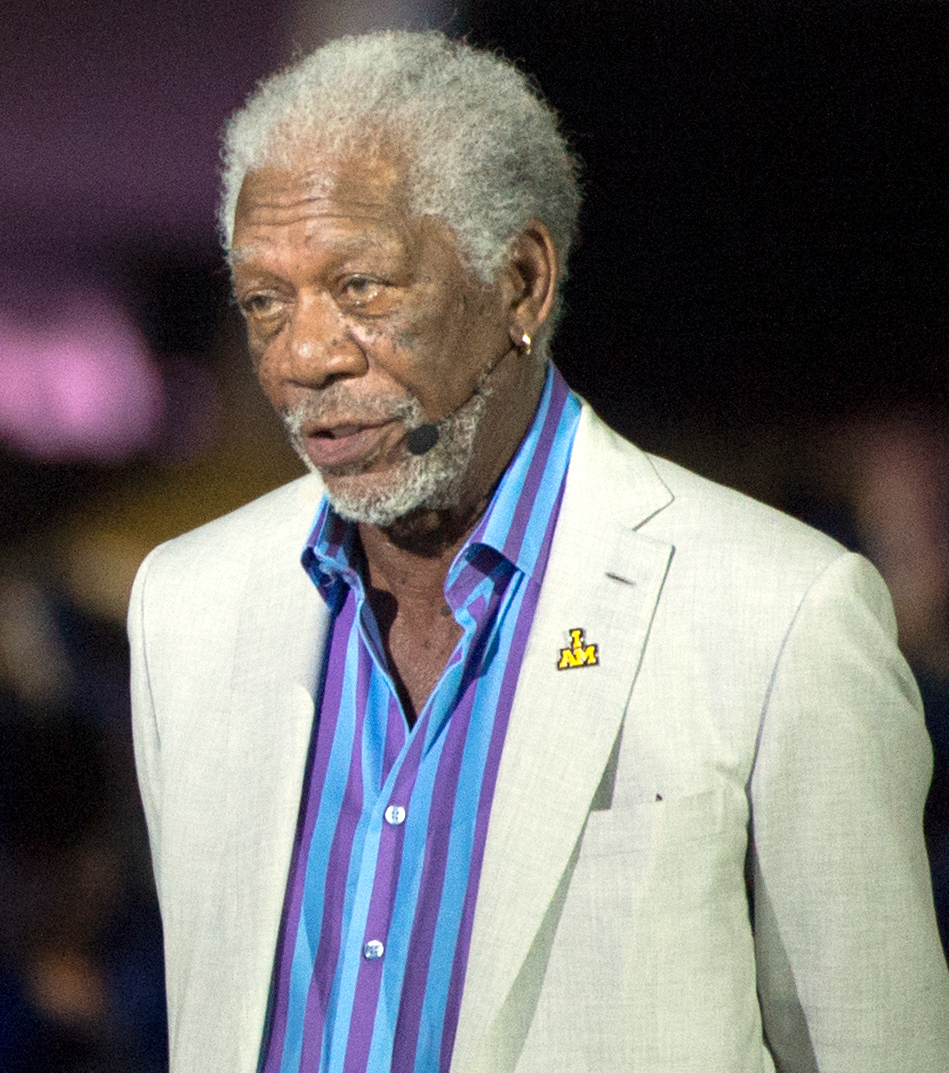
Morgan Freeman, interprete di Edwin Mullins

### Personaggi secondari
- Errol Meade, interpretato da Martin Donovan.
È il marito di Kaitlyn, un investitore finanziario di alto livello.[5]
- Dr. Hammond, interpretato da Michael Tow.
È un collega di Neal.
- Hollar, interpretato da Bruce McGill.
È un consigliere dell'ANSA.
- Tracer (stagione 2), interpretato da Max Martini.[6]
- Gutierrez (stagione 2), interpretato da Kirk Acevedo.[6]
- Maria (stagione 2), interpretata da Patricia de Leon.[6]
- Cody Spears (stagione 2), interpretata da Taylor Sheridan.

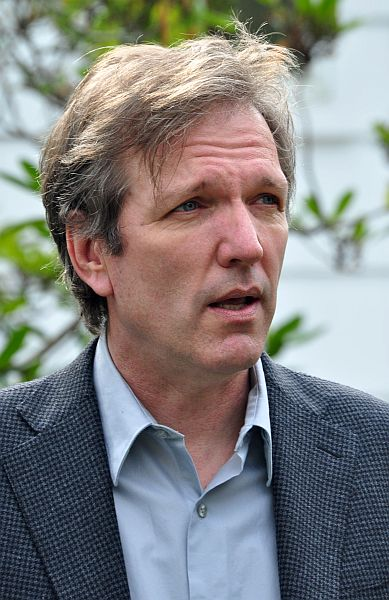
Martin Donovan, interprete di Errol Meade
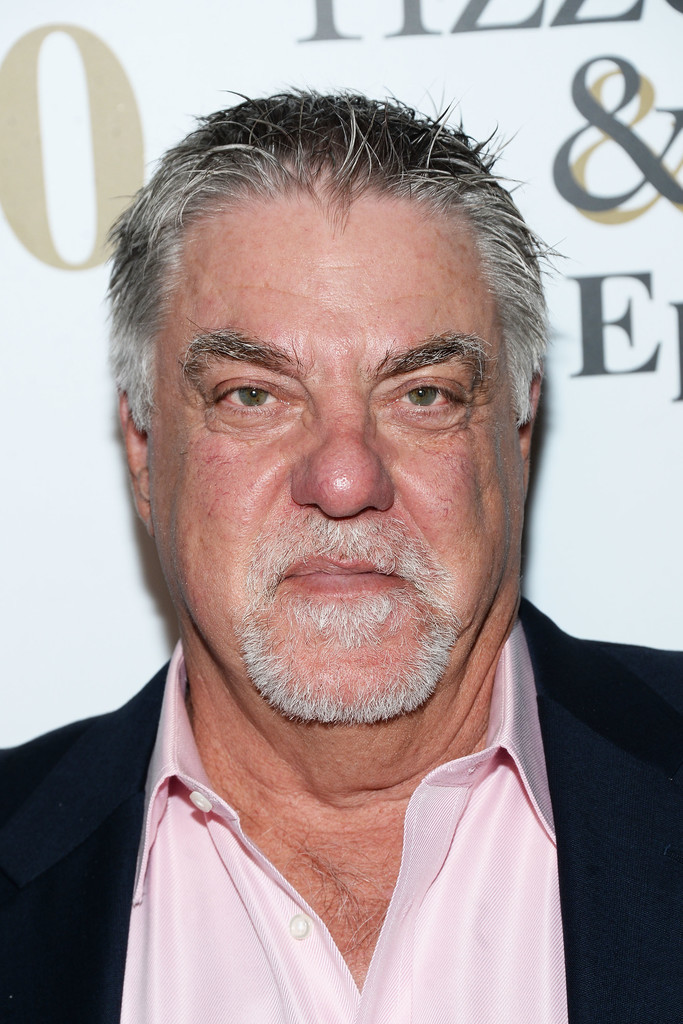
Bruce McGill, interprete di Hollar
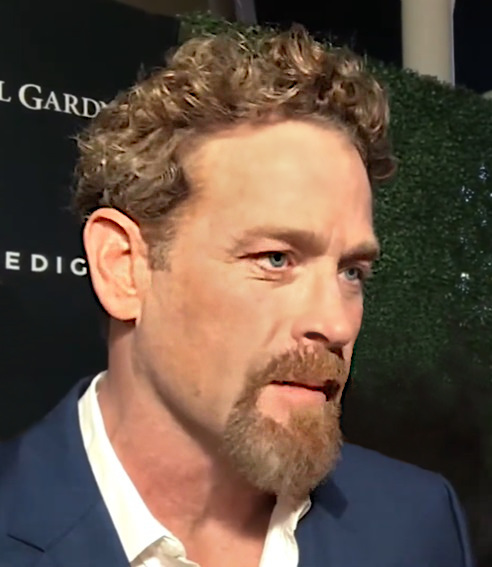
Max Martini, interprete di Tracer
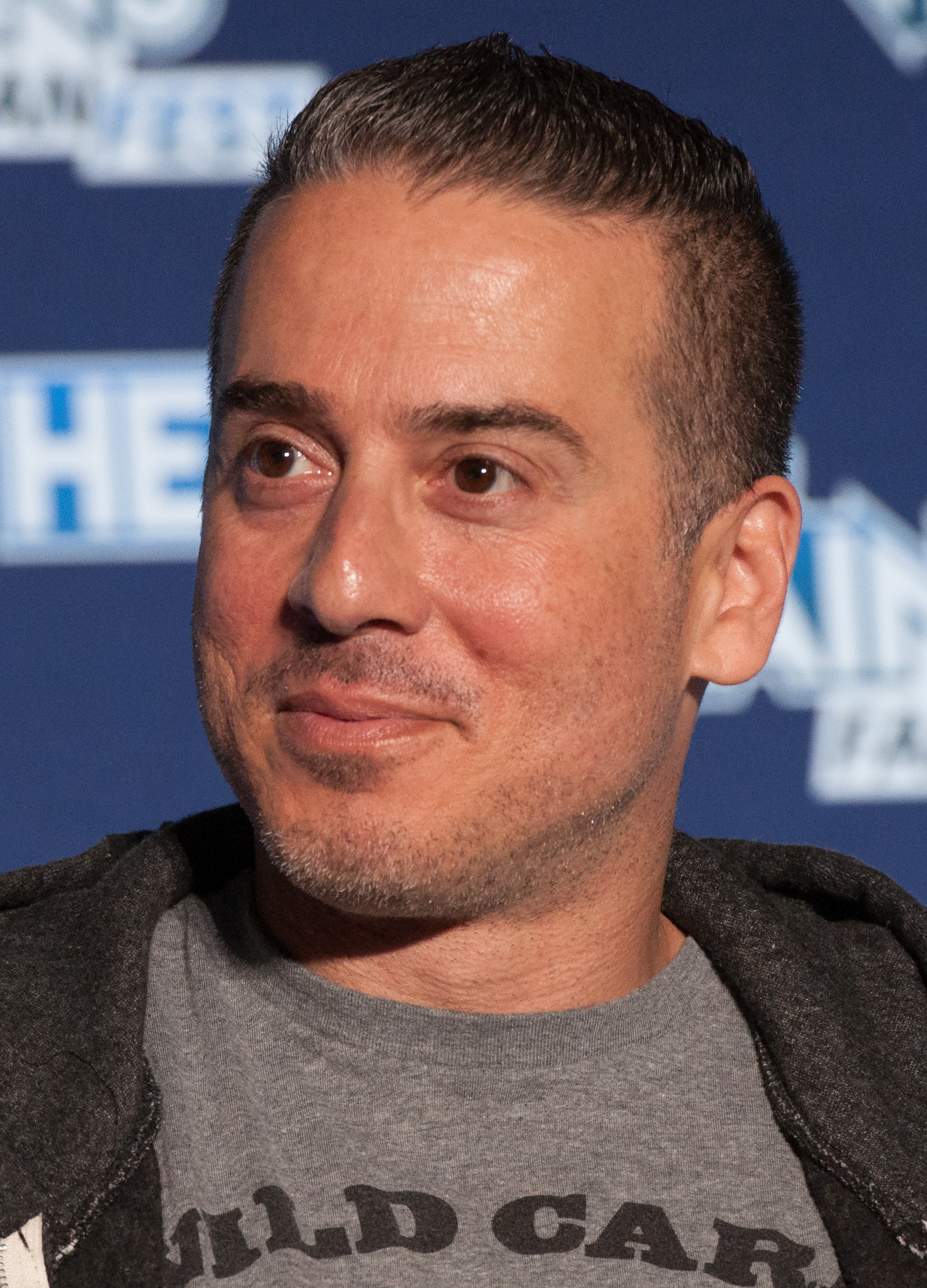
Kirk Acevedo, interprete di Gutierrez
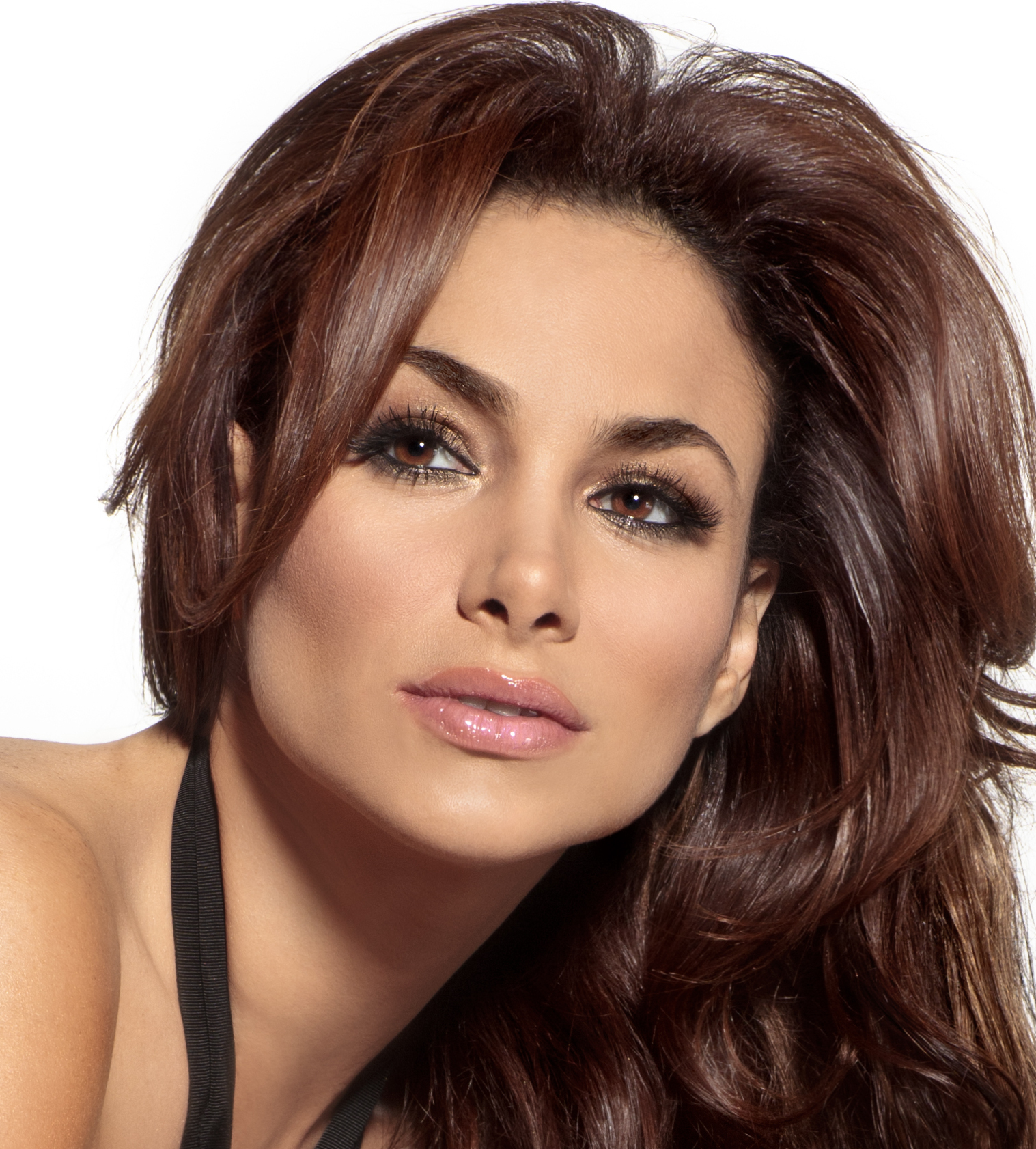
Patricia De León, interprete di Maria

### Guest star
- Mason, interpretata da Jennifer Ehle.
- Ehsan. interpretato da Ray Corasani.[6]
- Kamal, interpretato da Sam Asghari.[6]
- Malika, interpretata da Carla Mansour.[6]
- Sami, interpretato da Adam Budron.[6]
- Operatore della Delta Force, interpretato da Sean Avery.
- Asmar Ali Amrohi, interpretato da Bassem Youssef.
È il padre di Aaliyah Amrohi e un imprenditore miliardario con legami con organizzazioni terroristiche.
- Asif, interpretato da Richard Haddad.

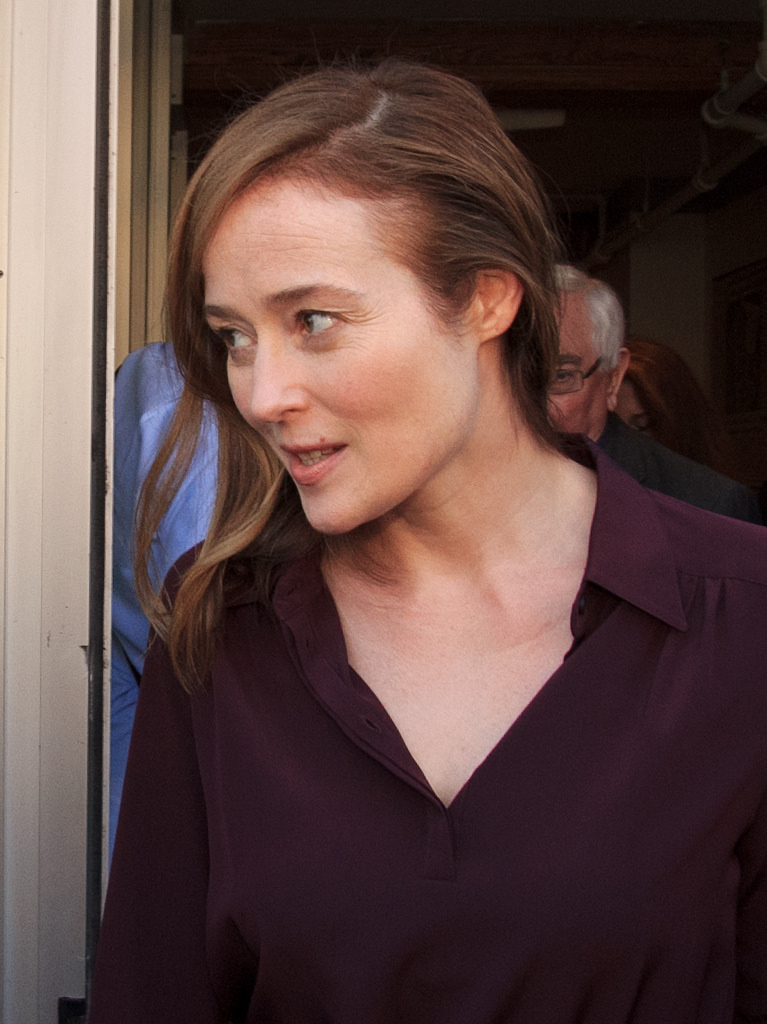
Jennifer Ehle, interprete di Mason
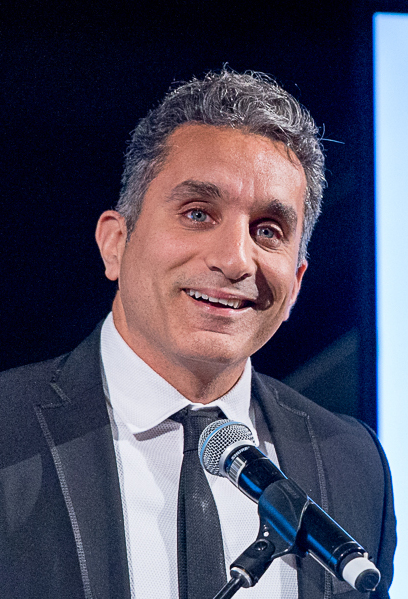
Bassem Youssef, interprete di Asmar Ali Amrohi

## Produzione

### Soggetto
La serie è ispirata alla storia del "Team Lioness", squadra formata nel 2003 in Iraq quando l'esercito statunitense prese la decisione di inviare donne soldato nelle pattuglie, con l'obiettivo di impedire agli insorti di usare le donne per il contrabbando di materiale, poiché i soldati maschi statunitensi avevano difficoltà a perquisire le donne musulmane. Questi team si sono trovati in situazioni di combattimento diretto, in violazione della Combat Exclusion Policy (modificata solo un decennio dopo), che impediva ai soldati di ottenere i benefici per i veterani dopo il servizio.

### Sviluppo
Lioness è stato annunciato nel settembre 2020 come parte della presentazione della programmazione di Paramount+ . 
La serie è stata rinnovata per una seconda stagione nel maggio 2024. Sheridan ha scritto tutti gli 8 episodi della prima stagione ed era pronto a tornare anche per la stagione successiva. 

### Casting
Nel febbraio 2022, Zoe Saldana è stata scelta per recitare nella serie e si è unita al cast come produttrice esecutiva insieme a Nicole Kidman .  Laysla De Oliveira si unì al cast il mese successivo.  A giugno, Sheridan ha assunto il ruolo di showrunner della serie da Thomas Brady dopo la conclusione dello show "Writers' Room".  Il casting è continuato a settembre, con l'aggiunta di Dave Annable, LaMonica Garrett, James Jordan, Austin Hébert, Jonah Wharton e Hannah Love Lanier.   Nel gennaio 2023, Kidman e Michael Kelly si sono uniti al cast insieme a Morgan Freeman .   
Il 9 maggio 2024, sono stati comunicati i membri del cast per la seconda stagione, sarebbero stati Zoe Saldana, Laysla De Oliveira, Michael Kelly e Nicole Kidman, con Morgan Freeman promosso a un ruolo regolare della serie.  Nella stessa data in cui il rinnovo è stato ufficialmente confermato, De Oliveira ha espresso il suo entusiasmo per il ritorno al suo ruolo di Cruz sul suo account Instagram .  Il 17 maggio 2024, è stato annunciato che Thad Luckinbill è stato promosso come regular della serie per la seconda stagione. Pochi giorni dopo, Genesis Rodriguez si è unita al cast per la seconda stagione in una veste non rivelata.  Il 13 settembre 2024, Max Martini, Kirk Acevedo e Patricia de Leon sono stati scelti per ruoli ricorrenti per la seconda stagione. 

### Riprese
Le riprese hanno preso il via in Delaware nel settembre 2022  e sono proseguite a Maiorca nel gennaio 2023.  Nel maggio 2023, è stato annunciato che il titolo della serie è stato cambiato da Lioness a Operazione speciale: Lioness,  sebbene il titolo sia rimasto invariato. Il titolo è tornato a quello originale quando la serie è stata rinnovata per la seconda stagione. 
Andrew Lockington ha composto la colonna sonora della serie, avendo precedentemente lavorato con Taylor Sheridan in Mayor of Kingstown . La Lakeshore Records ha pubblicato la colonna sonora della serie.
Nel maggio 2024, la produzione della seconda stagione è ufficialmente iniziata, spostandosi dalle strade di Baltimora, nel Maryland, ai vasti paesaggi del Texas.  Si ipotizza che Sheridan dirigerà il terzo episodio della nuova stagione.  Il 29 agosto 2024, Kelly annuncia che le riprese della seconda stagione erano state completate. 

## Distribuzione
Paramount+ ha pubblicato un trailer dello show in anteprima l'8 giugno 2023.  La prima stagione della serie, composta da 8 episodi, è stata presentata in anteprima il 23 luglio 2023 su Paramount+ con due episodi da un'ora, gli episodi successivi sono stati poi pubblicati con cadenza settimanale.  Il red carpet della serie, inizialmente previsto per il 18 luglio 2023 al Directors Guild of America Theatre di Los Angeles, è stato annullato a causa dell'impatto dello sciopero SAG-AFTRA del 2023 negli Stati Uniti.  Questo è stato uno dei primi eventi ad essere annullato in risposta allo sciopero. 
La seconda stagione è stata distribuita con una première di due episodi il 27 ottobre 2024.

## Accoglienza

### Pubblico
La serie drama ha raggiunto un traguardo diventando la première della serie più vista in tutto il mondo, in streaming, il giorno del lancio, attirando quasi 6 milioni di spettatori totali nella sua prima settimana su Paramount+ a livello globale e durante un'anteprima lineare su Paramount Network.  Questo record è stato poi superato da Lawmen: Bass Reeves, un'altra serie prodotta da Taylor Sheridan per Paramount+. Ha raccolto 7,5 milioni di spettatori in tutto il mondo nei primi 7 giorni su Paramount+ e durante una trasmissione di campionamento su CBS .  Operazione speciale: Lioness è emersa come una delle anteprime di serie globali più viste su Paramount+ nel 2023.

### Critica
Il sito web aggregatore di recensioni Rotten Tomatoes ha riportato un indice di gradimento del 56% e una valutazione media di 6,1/10, basata su 36 recensioni. Il consenso dei critici del sito web recita: "Zoe Saldana fornisce l'energia di una leonessa, ma queste operazioni speciali sono poco convincenti".  Su Metacritic, ha un punteggio medio ponderato di 56 su 100 basato su 19 critici, indicando "recensioni contrastanti o nella media". 
Nonostante abbia elogiato le performance di Laysla De Oliveira e Zoe Saldana, Anita Singh del The Daily Telegraph ha criticato "l'unica cosa che delude dello show è Nicole Kidman nel ruolo di un capo della CIA, il cui volto congelato in questi giorni è una distrazione totale".  Brian Lowry della CNN ha osservato che "la serie ha trovato un pubblico ricettivo che ha alimentato molteplici prequel e ha reso il prolifico regno di produzione di Sheridan una delle vette più alte della Paramount Mountain". 
Tania Hussain di Collider ha elogiato la performance del cast ma ha criticato lo show definendolo "una storia imperfetta" e ha trovato Taylor Sheridan in difficoltà nello scrivere di donne.  Un altro scrittore di Collider, Michael John Petty, ha detto che la serie "potrebbe funzionare meglio come una storia una tantum".  Angie Han del The Hollywood Reporter ha criticato la sceneggiatura dicendo che "sembra essere costruita partendo dal presupposto che la maggior parte del pubblico guarderà lo show solo a metà, scorrendo Facebook sui propri telefoni", ma non ha potuto negare il fatto che "c'è un aspetto di Special Ops: Lioness che risplende chiaro come il giorno, non importa quanta o quanto poca attenzione gli si sia rivolta, ed è la sua reverenza per il Corpo dei Marines degli Stati Uniti". 
Jim Hemphill di IndieWire ha elogiato il lavoro di Paul Cameron come direttore della fotografia in quanto "infrange tutte le regole della cinematografia" e "nelle mani di Cameron, anche una scena di dialogo standard tra due attori ha un dinamismo e un'energia extra che derivano semplicemente dalla ricerca di angolazioni non ortodosse o dall'alternanza di lunghezze focali in un modo che potrebbe sembrare controintuitivo". 
Il recensore Mike Hale, scrivendo per il New York Times, ha scritto che lo spettacolo "si è rivelato un genere malinconico, pieno di suspense e strutturato con personaggi a cui ti affezioni" e che "Sheridan ha trovato una forma, il thriller d'azione, che gli si addice meglio delle soap opera western e dei drammi polizieschi contemporanei che ha prodotto fino ad ora". Inizialmente, quando ha proiettato solo il primo episodio, Hale ha scritto che lo show "sembra un sacco di altri thriller antiterrorismo, con un pugno viscerale nella sua azione e un'atmosfera da backlot ticchettante".   Sempre basandosi sul primo episodio, Variety lo ha criticato come "cliché" e "propaganda militare spudorata".

## Riconoscimenti
- Asia Contents Awards - Global OTT Awards
  - 2023 - Candidatura alla migliore creatività[39]
  - 2023 - Candidatura alla miglior sceneggiatura per Patrizia Di Taylor-
  - 2023 - Candidatura alla migliore attrice protagonista per Zoe Saldana